# How Does That Grab You?
How Does That Grab You? è il secondo album in studio della cantante e attrice statunitense Nancy Sinatra, pubblicato nel 1966.

## Tracce
1. Not the Lovin' Kind – 3:09 (Lee Hazlewood)
2. The Shadow of Your Smile – 2:52 (Johnny Mandel, Paul Francis Webster)
3. Sorry 'Bout That – 3:00 (Baker Knight)
4. Time – 3:30 (Michael Merchant)
5. Sand (with Lee Hazlewood) – 3:46 (Hazlewood)
6. Crying Time – 3:32 (Buck Owens)
7. My Baby Cried All Night Long – 3:05 (Hazlewood)
8. Let It Be Me – 3:05 (Gilbert Bécaud, Manny Curtis, Pierre Delanoë)
9. Call Me – 2:50 (Tony Hatch)
10. How Does That Grab You, Darlin'? – 2:33 (Hazlewood)
11. Bang Bang (My Baby Shot Me Down) – 2:42 (Sonny Bono)